# Springfield (Massachusetts)
 For alternative betydninger, se Springfield. (Se også artikler, som begynder med Springfield)
Springfield er en amerikansk by og administrativt centrum i det amerikanske county Hampden County, i staten Massachusetts. Byen har et indbyggertal på 155.929 (2020).

## Ekstern henvisning
- Wikimedia Commons har flere filer relateret til Springfield (Massachusetts)
- Springfields hjemmeside (engelsk)